# Башня Джидды
Башня Джидды (араб. برج جدة‎‎ Бурдж-Джидда), ранее известная как Kingdom Tower (араб. برج المملكة‎‎ Бурдж аль Мамляка) и Mile-High Tower (араб. برج الميل‎‎), — проект одного из высочайших зданий в мире. Строится в 32 км к северу от Джидды, Саудовская Аравия. Это здание станет первым в мире, чья высота превысит 1 километр.
Небоскрёб высотой 1008 метров и предварительной стоимостью в 4,6 млрд риалов (1,23 млрд $; для сравнения: стоимость строительства небоскрёба «Бурдж-Халифа» — 1,5 млрд $) должен стать центром нового района Kingdom Center, в котором будут жить 80 тысяч человек. Общая стоимость проекта, располагающегося на берегу Красного моря, должна составить 75 млрд риалов (20 млрд $). По завершении строительства здание должно стать высочайшим в мире и первым небоскрёбом высотой более одного километра. Первый проект здания предусматривал высоту около одной мили, однако, после анализа грунтов на месте строительства, высота была снижена до одного километра.
Архитектором здания является архитектурное бюро Эдриана Смита, инициатором всего проекта — саудовский принц Аль-Валид ибн Талаль, один из богатейших людей на Ближнем Востоке и племянник короля Саудовской Аравии. Аль-Валид является президентом корпорации Kingdom Holding Company (KHC), одной из крупнейших в стране. Для финансирования строительства в 2009 году была специально создана компания Jeddah Economic Company (JEC).
С начала 2018 года строительство башни остановлено по финансовым причинам, поэтому предполагаемая дата завершения постройки оставалась неизвестной (предполагавшиеся ранее даты завершения работ 2019 год, затем 2020 и 2022 годы, очевидно, оказались неверны). Никакого прогресса в стройке до 2023 года не было.
В 2023 году застройщик заявил о намерении возобновить строительство здания. В сентябре 2023 года строительство было возобновлено. В сентябре 2024 года консорциум по развитию проекта Jeddah Economic Company (JEC) объявил, что строительство башни планируется завершить в 2028 году.

## Характеристики башни

У башни будет так называемая «небесная терраса», где люди смогут отдыхать. Диаметр террасы — 30 метров. Терраса будет находиться на уровне 150 этажа.

Постройка башни планируется в аравийской пустыне, на побережье залива Шерм-Бихар. Полная стоимость проекта, включая город-спутник, предположительно составляет 20 млрд $, однако изначально планировалась сумма не более 10 млрд $. С вершины башни будет видна территория в радиусе около 113 км. Планируемая этажность небоскрёба — 167 этажей, планируемая общая площадь — 530 тыс. м². Предполагается, что город-спутник будет состоять в основном из объектов элитного жилья, отелей и бизнес-центров. Начальный проект предполагал строительство небоскрёба высотой 1,6 км (около одной мили), однако после анализа грунтов на месте строительства высота была снижена до одного километра (точная высота, как и в случае с Бурдж Халифа, держится в секрете до окончания строительства здания). Даже со сниженной высотой башня станет высочайшим зданием или сооружением, когда-либо построенным человеком, превзойдя небоскрёб Бурдж Халифа в ОАЭ на 180 метров.
Здание строится примерно в 20 километрах к северу от порта Джидды, впоследствии эта территория должна войти в состав города. Вторая очередь проекта после строительства здания — обустройство инфраструктуры для города-спутника.

## История проекта
Разработчиком проекта выступила британская компания «Hyder Consulting», архитектурный проект выполнила фирма «Omrania & Associates» из Саудовской Аравии, за инженерную разработку отвечает британская фирма Arup, а менеджер проекта — американская корпорация «Bechtel». В марте 2010 главным архитектором «Kingdom Tower» назначен Эдриан Смит, который курировал разработку высочайшей на данный момент постройки «Бурдж-Халифа».
В июне 2010 года принц Аль-Валид ибн Талаль подписал договор с девелоперской компанией Bin Laden Group, а архитектурная фирма Эдриана Смита «AS+GG Architecture» объявила о том, что работа над проектом башни подходит к концу, высота её составит 1097 м. Было заявлено, что работа над проектом нулевого цикла завершена, объявлен тендер на проведение буронабивных работ. Стоимость самой башни на этапе проектирования оценивалась в 1,2 млрд $, а стоимость всего комплекса Kingdom City — в 100 млрд $.
В апреле 2011 года несколько новостных агентств сообщили о том, что план строительства принят и общая стоимость сооружения составит около 30 млрд $.
В октябре 2012 года немецкая фирма Bauer получила контракт на постройку фундамента для небоскреба глубиной 120 м. К 9 мая 2013 года началась активная фаза строительства. Буронабивные работы были закончены в октябре 2013 года. 1 февраля 2014 года закончились работы по строительству фундамента.
К июлю 2016 года конструкция ядра небоскрёба достигла 61-го этажа (246 м), конструкции этажей — 50-го этажа. По состоянию на 22 октября 2017 года было завершено 55 этажей, а центральное ядро, содержащее шахты лифтов и лестничные клетки, достигло 63-го этажа. По состоянию на 29 февраля 2018 года было завершено 67 этажей.
В начале 2018 года строительство башни было приостановлено из-за расследований и тюремного заключения её главных финансистов. В марте 2018 года строительство башни планировалось возобновить, однако этого не произошло, и к 2020 году последним построенным так и остаётся 71-й этаж.
С февраля 2019 года никаких новостей с замороженной стройки не поступает. 
1 января 2022 года на вершине строящегося здания произошёл пожар. 
По состоянию на 2025 год стройка возобновлена, небоскрёб планируется завершить в течение 4—5 лет.
20 января 2025 года Kingdom Holding Company официально подтвердила активное возобновление строительства и сообщила, что ведутся работы по заливке бетона. Проект планируется завершить в течение 42 месяцев.

## Структура
| Этаж    | Назначение                                |
| ------- | ----------------------------------------- |
| 168     | Инерционный гаситель                      |
| 158—167 | Технические этажи                         |
| 157     | Смотровая площадка                        |
| 155—156 | Номера отеля                              |
| 154     | Спа-отель                                 |
| 144—153 | Номера отеля                              |
| 141—143 | Технические этажи                         |
| 140     | Номера отеля, пожаробезопасная зона       |
| 127—139 | Номера отеля                              |
| 125—126 | Скай-лобби (для постояльцев отеля)        |
| 115—124 | Номера отеля                              |
| 114     | Технический этаж, пожаробезопасная зона   |
| 104—113 | Жилые апартаменты                         |
| 103     | Жилые апартаменты, пожаробезопасная зона  |
| 94—102  | Жилые апартаменты                         |
| 93      | Скай-лобби (для жильцов)                  |
| 90—92   | Технические этажи                         |
| 89      | Пожаробезопасная зона                     |
| 80—88   | Офисы                                     |
| 79      | Пожаробезопасная зона                     |
| 67—78   | Офисы                                     |
| 65—66   | Скай-лобби                                |
| 64      | Пожаробезопасная зона                     |
| 51—63   | Офисы                                     |
| 48—50   | Технические этажи                         |
| 47      | Пожаробезопасная зона                     |
| 35—46   | Офисы                                     |
| 33—34   | Скай-лобби                                |
| 29—32   | Технические этажи                         |
| 18—28   | Офисы                                     |
| 16—17   | Технические этажи                         |
| 6—15    | Офисы                                     |
| 3—5     | Технические этажи                         |
| 1M—2    | Торговый центр                            |
| 1       | Вестибюль отеля и офисной зоны            |
| B1      | Вход в обсерваторию, магазины и рестораны |
| B2      | Парковка, технический этаж                |

## Ход строительства

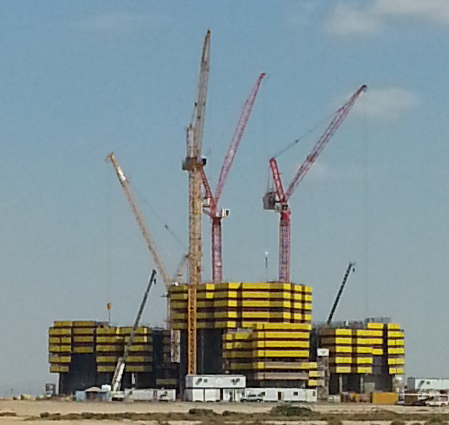
10 января 2015 года, 12 этажей
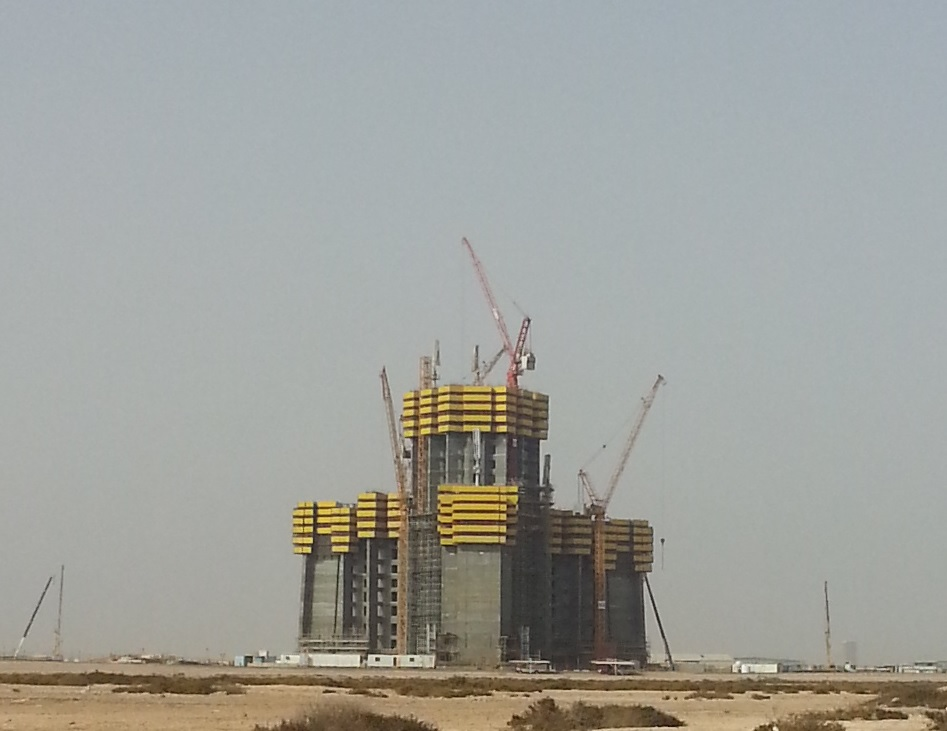
7 июня 2015 года, 23 этажа
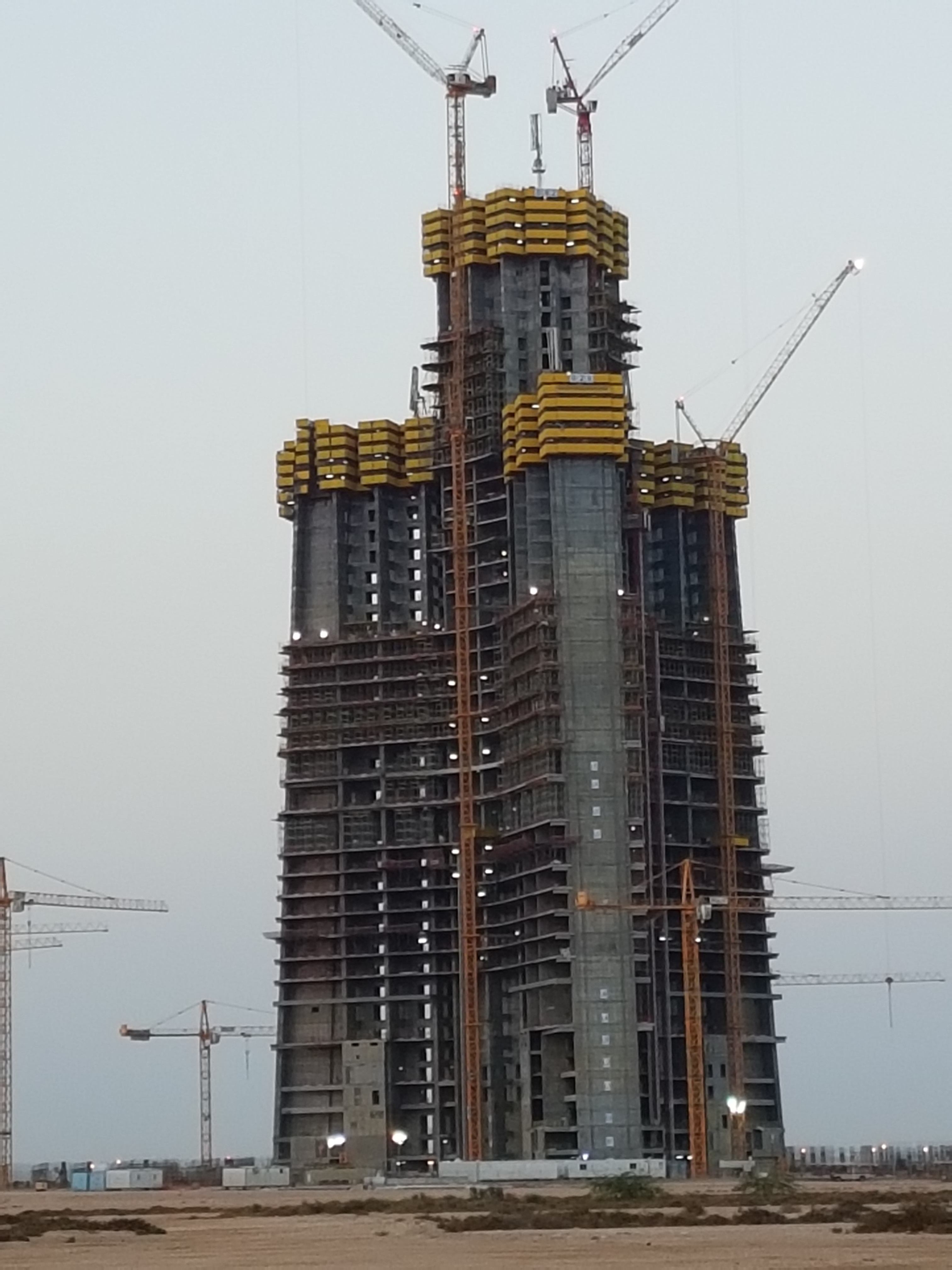
13 июля 2016 года, 44 этажа
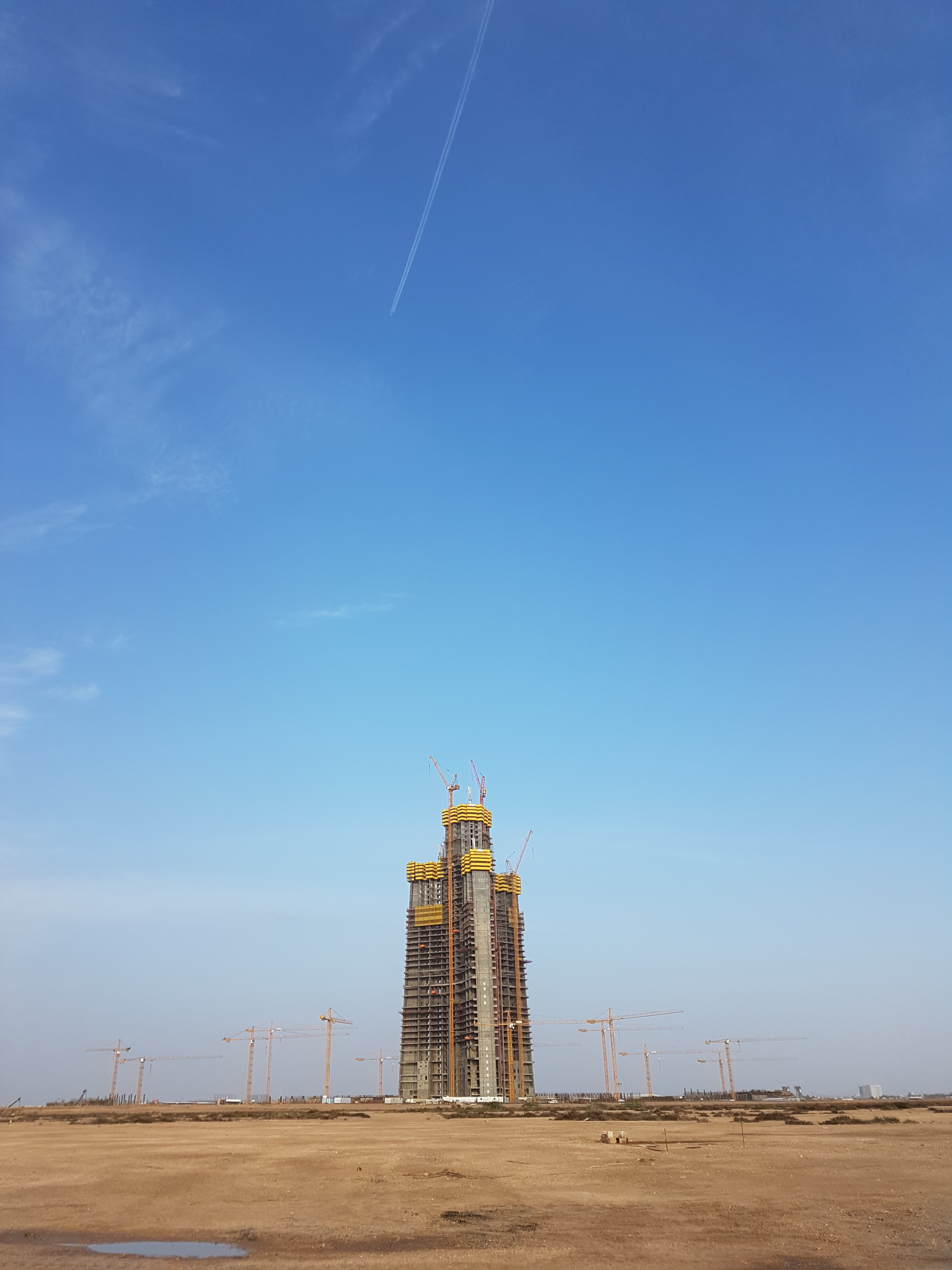
2 декабря 2016 года, 47 этажей
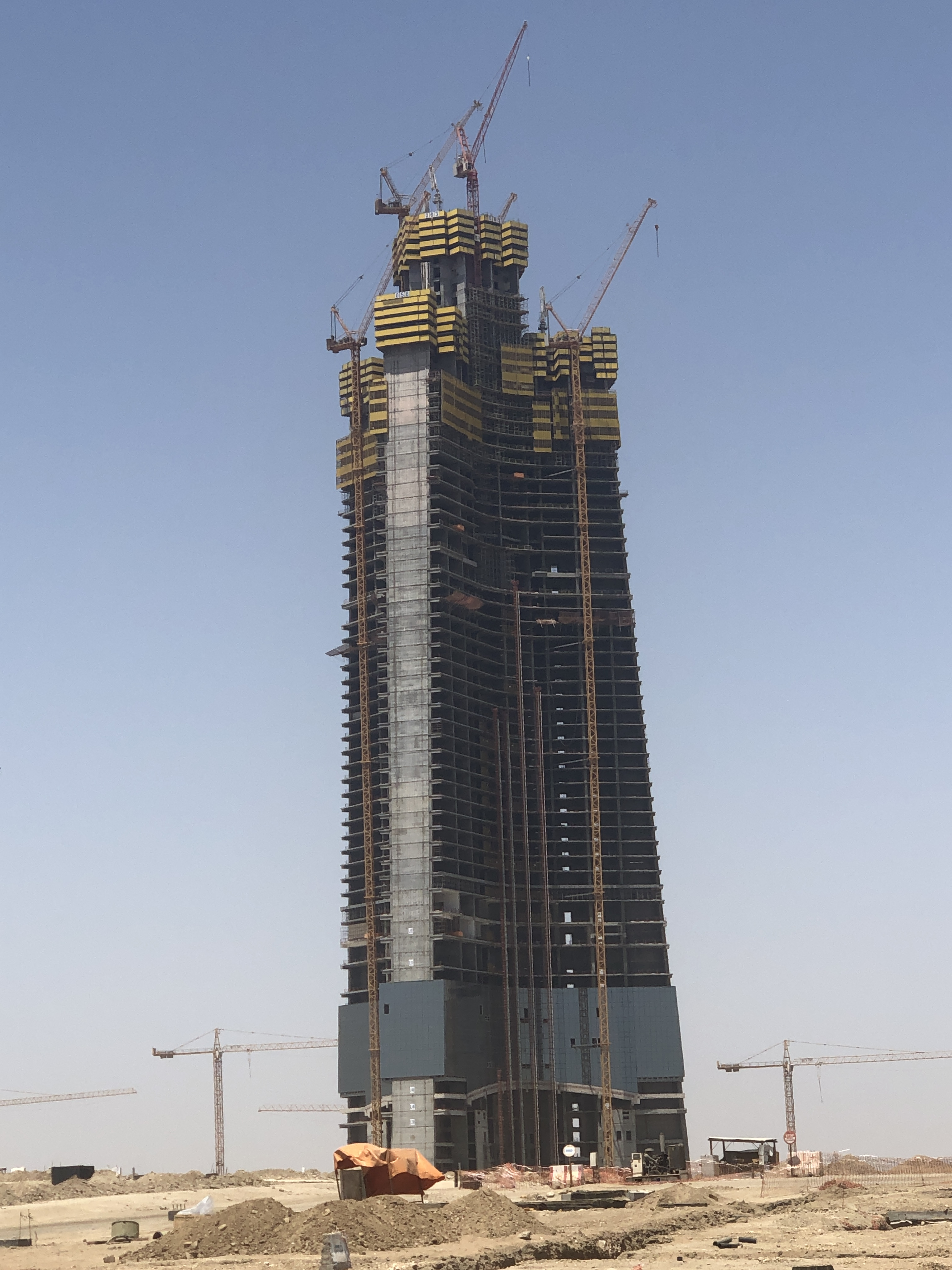
2018—2023 годы, 65 этажей